# Thoracocarpus bissectus
Thoracocarpus bissectus (Vell.) Harling – gatunek wieloletnich pnączy z monotypowego rodzaju Thoracocarpus z rodziny okolnicowatych, występujący w Ameryce Południowej, od Kostaryki do Brazylii.

## Morfologia
PokrójLiany lub hemiepifity.
ŁodygaSmukła, rozgałęziająca się monopodialnie, osiągająca długość 30 metrów, tworząca krótkie, czepne korzenie przybyszowe oraz długie, przypominające liny korzenie asymilacyjne.
LiścieUlistnienie skrętoległe. Blaszki liściowe dwóch typów: dwuklapowe i duże oraz całobrzegie i małe.
KwiatyKwiaty jednopłciowe, zebrane w kolbę wspartą przez 8–11 pochew liściowych. Kolby cylindryczne lub elipsoidalne. Kwiaty męskie duże, symetryczne, lejkowate, z 10–15 brodawkowatymi listkami okwiatu o różowych, mięsistych wierzchołkach. Kwiaty żeńskie zrośnięte u nasady. Łożyska 4, parietalne. Znamiona słupków siedzące.
OwoceJagodopodobne, zrośnięte u nasady.

## Systematyka
Według Angiosperm Phylogeny Website (aktualizowany system APG IV z 2016) rodzaj należy do podrodziny Carludovicioideae, rodziny okolnicowatych, w rzędzie pandanowców (Pandanales) zaliczanych do jednoliściennych (monocots).

## Zastosowanie
W Ekwadorze korzenie powietrzne tych roślin wykorzystywane są do plecenia koszy